# 코도노시가과
코도노시가과(Codonosigidae) 또는 코도시가과(Codosigidae), 모노시가과(Monosigidae)는 동정편모충강에 속하는 과이다.

## 하위 속
- 코도시가속 (Codosiga) H.J.Clark, 1866
- 데스마렐라속 (Desmarella) W.S.Kent, 1878
- 켄트로시가속 (Kentrosiga) J.Schiller, 1953
- 모노시가속 (Monosiga) W.S.Kent, 1878
- 프로테로스폰기아속 (Proterospongia) Kent, 1882
- 스파이로이카속 (Sphaeroeca) Lauterborn, 1894
- 스틸로크로모나스속 (Stylochromonas) Lackey, 1940